# Agés
Agés est une localité de la commune d'Arlanzón, comarque de l'Arlanzón, dans la communauté autonome de Castille-et-León, province de Burgos, située dans le Nord de l’Espagne.
Sa population était de 65 habitants en 2011.
Le Camino francés du Pèlerinage de Saint-Jacques-de-Compostelle passe par cette localité.

## Géographie
Agés est à 7 km du chef-lieu Arlanzón, et à 27 km à l'est de Burgos, par la route.

## Histoire
L'origine du nom Agés est controversée ; les quatre hypothèses suivantes sont avancées :
1. Les documents les plus anciens, écrits en latin, font état de « fagege », vocable qui pourrait dériver de fagus = hêtraie, faisant référence à un arbre abondant dans cette zone
2. Agés pourrait aussi venir du mot basque « agista » qui signifie frontière.
3. Agés pourrait également être une déformation du mot arabe « fageg » signifiant celui qui fait le pèlerinage
4. Ages serait un vocable préromain, d'origine indo européenne, qui désignerait des biens communautaires.

## Démographie
| 1842 |  | 1857 |  | 1860 |  | 1877 |  | 1887 |  | 1897 |  | 1900 |  | 1910 |  | 1920 |  | 1930 |  | 1940 |  | 1950 |  | 1960 |  | 1970 |  | 2008 |
| ---- |  | ---- |  | ---- |  | ---- |  | ---- |  | ---- |  | ---- |  | ---- |  | ---- |  | ---- |  | ---- |  | ---- |  | ---- |  | ---- |  | ---- |
| 207  |  | 376  |  | 389  |  | 389  |  | 383  |  | 348  |  | 367  |  | 365  |  | 322  |  | 327  |  | 268  |  | 254  |  | 235  |  | 146  |  | 54   |

## Culture et patrimoine

### Pèlerinage de Compostelle
Par le Camino francés du Pèlerinage de Saint-Jacques-de-Compostelle, le chemin vient de San Juan de Ortega, dans le municipio de Barrios de Colina.
La prochaine halte est Atapuerca, dans le municipio du même nom.

### Patrimoine civil
À la sortie du village d’Agés, on passe à 10 mètres du pont construit, sur le rio San Juan  par Juan de Ortega. Le passage n’est plus utilisé aujourd’hui, mais le vieil ouvrage est encore visible du chemin.